# Rashit
Rashit è un gruppo punk turco fondato nel 1993 a Istanbul.

## Storia
In origine il loro sound riprendeva gruppi del punk storico quali i Ramones, i Sex Pistols e i Clash
Ora lo stile del gruppo si è evoluto avvicinandosi di più a formazioni come The Cure, Korn, Offspring, Pet Shop Boys, Dead Kennedys, The Cardigans, Simple Minds, Suede, Echo and The Bunnymen, Massive Attack, Pulp, David Byrne, Hanin Elias.

## Discografia
- 1993 – Ugh'em All
- 1994 – Kangren
- 1995 – Rashit
- 1996 – Kadıköy'den Hareketler
- 1997 – Active Minds
- 1997 – Sahibinin Sesi
- 1998 – Flagrants D'eli
- 1998 – 3rd World Planet
- 1999 – Telaşa Mahal Yok
- 2001 – Taksim'de Bangyjumping
- 2003 – Adam Olmak İstemiyorum
- 2004 – Söz Vermiş Şarkılar
- 2004 – Kapak Güzelleri
- 2006 – Herşeyin Bir Bedeli Var